# Ossidiana
L'ossidiana è un vetro vulcanico la cui formazione è dovuta al rapidissimo raffreddamento della lava, sempre ricca di ioni silicato (dal 40% a oltre il 65%), i quali non riescono a raggiungere la formazione ordinata di un reticolo cristallino, ma assumono una disposizione caotica (struttura amorfa) come in un liquido superviscoso. L'ossidiana è un vetro naturale, del tutto simile a quello di produzione umana.
Materia prima molto ricercata nell'antichità per la fabbricazione di strumenti taglienti (prevalentemente coltelli) è stata una delle merci che hanno animato il commercio del Mediterraneo e sostenuto la vita economica dei luoghi di estrazione, come la Sardegna (Masullas, Marrubiu, Pau), Lipari o Pantelleria, nel periodo preistorico. Oggi viene ancora lavorata in piccoli oggetti decorativi, monili, lame per bisturi.

## Storia
Plinio la chiamò lapis obsianus o obsidianus in onore di un certo Obsius o Obsidius, che citò la pietra per primo in alcune zone dell'Etiopia. Alcuni ritrovamenti fanno ipotizzare la conoscenza della pietra in epoca antica: la civiltà nuragica la utilizzò prevalentemente per costruire lance e frecce ed utensili di vario tipo, gli antichi Egizi usavano l'ossidiana per fabbricare scarabei e sigilli mentre in America centrale veniva utilizzata dalle civiltà precolombiane.

## Varietà
- Ossidiana nera: è la più comune con i bordi traslucidi[2];
- Ossidiana arcobaleno
- Ossidiana fiocco di neve: con inclusioni biancastre di cristobalite con i bordi traslucidi[2]
- Ossidiana dorata: con inclusioni giallastre[2]
- Ossidiana mogano: con chiazze rossastre su sfondo nero[2]
- Ossidiana argentata
- Lacrima di Apache
- Ossidiana di fuoco

## Origine e giacitura
L'ossidiana è un vetro vulcanico composto per il 75% da biossido di silicio che si forma per il rapido raffreddamento di rocce effusive di tipo acido. Il litotipo si trova associato a colate con chimismo da riolitico a basaltico.

## Località di ritrovamento
- Europa: Ungheria[2], Islanda
  - Italia: Pantelleria, Lipari (Sicilia); isola di Palmarola (Latina); Piansano (Viterbo); Monte Arci (Sardegna)[2]
  - Egeo: Isola di Milos, Isola di Giali
- America: Stati Uniti, Messico, Perù, Brasile[2]
- Asia: Armenia, Turchia, Yemen, Giava (Indonesia), Giappone[2]
- Africa: Etiopia, Gibuti.

### L'ossidiana in Italia

Mappa della diffusione dell’ossidiana secondo Gabriel Camps (da Camps 1976)

I principali centri di estrazione dell'ossidiana in Italia sono in ordine: il Massiccio del Monte Arci (Sardegna), Lipari (Sicilia) e Pantelleria (Sicilia).

#### Il monte Arci
Questo rilievo collinare situato in provincia di Oristano rappresenta, grazie al giacimento situato in località Giacimento di ossidiana di Conca' e Cannas il più grande di tutto il Mar Mediterraneo, di cui si servivano le genti prenuragiche e nuragiche a partire dal 5000 a.C..
L'ossidiana si presenta di colore nero a luce riflessa e di colore variabile (nero, grigio, marrone bianco) a luce trasmessa, a causa di inclusioni al suo interno.
L'ossidiana del Monte Arci, nera traslucida, è di tipo riolitico; si raccoglie prevalentemente in grossi ciottoli (arnioni), sia in "giacimenti" a cielo aperto che nei greti dei torrenti.

Fra i giacimenti in filone, il più importante di tutti è sicuramente quello di Roia Cannas presso il territorio di Masullas (OR), mentre altri piccoli filoni sono presenti a Cuccuru Porcufurau presso il territorio comunale di Marrubiu e anche a Sennixeddu in territorio di Pau, lungo il sentiero di Scaba Crobina, dove Alberto La Marmora notò la presenza di Ossidiana in giacitura primaria.

Ogni giacimento è caratterizzato da un tipo di ossidiana differente: "SA" quella del versante meridionale del Monte Arci (Conca Cannas), "SB" quella del versante occidentale, nell'area di S. Maria Zuarbara (in italiano Zuràdili) - Marrubiu ed "SC" quella del settore orientale (Perdas Urias).

#### Pantelleria e Palmarola
L'ossidiana di Pantelleria, unica del Mediterraneo ad avere colore verde a luce trasmessa, si trova lungo la falesia sud-occidentale dell'isola.
Da non dimenticare l'isola di Palmarola (Isole Ponziane), molto frequentata nel Neolitico e nell'Eneolitico da tribù dedite al commercio di questa materia prima, che introducevano nel continente. Sono stati ritrovati resti di ceramica e alcuni oggetti di ossidiana lavorati di età eneolitica.

## Utilizzi
Attualmente l'ossidiana viene utilizzata per fabbricare la lana di roccia: una sorta di vetro in fibre sottilissime ottenuto fondendo l'ossidiana a 1300 °C. Inoltre è usata per creare collane molto preziose.
In passato gli Aztechi (come ogni civiltà che ne disponeva localmente) usavano l'ossidiana per ottenere le punte delle frecce, coltelli e rasoi.

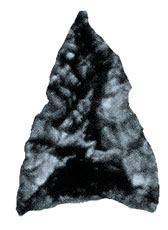
Punta di ossidiana

La tecnica per realizzare oggetti appuntiti dai ciottoli di ossidiana è detta scheggiatura e consiste nell'asportazione di schegge tramite la percussione. Appassionati riscopritori della tecnica producono oggi esemplari destinati al mercato turistico.
Ancora oggi vengono prodotte lame per bisturi in ossidiana, che alcuni chirurghi preferiscono rispetto all'acciaio per il taglio più netto e l'assenza di particolato metallico, possibile causa di allergia.

## Il taglio
Le ossidiane si possono tagliare a cabochon o a sfera per le collane preziose o gioielli.